# Lygodactylus decaryi
Lygodactylus decaryi är en ödleart som beskrevs av  Angel 1930. Lygodactylus decaryi ingår i släktet Lygodactylus och familjen geckoödlor. IUCN kategoriserar arten globalt som otillräckligt studerad. Inga underarter finns listade i Catalogue of Life.